# Robustiana Armiño
Robustiana Armiño y Menéndez, de casada Robustiana Armiño de Cuesta (Gijón, 20 de agosto de 1821 - Madrid, 17 de junio de 1890) fue una poetisa y periodista española.

## Biografía
Era hija de un farmacéutico, Buenaventura Armiño, y de María Menéndez. Era autodidacta y aprendió por sí misma varios idiomas. Desde la adolescencia escribió y publicó poemas en la prensa, con sensibilidad e imaginación suficientes como para granjearse un notable prestigio; así, por ejemplo, en El Nalón y Revista de Asturias, de Oviedo, o en los periódicos pacenses El Guadiana y El Pensamiento. Asistió con 22 años a la Academia Artística y Literaria gijonesa fundada en 1842 por el estudiante de derecho Plácido Jove y Hevia, donde se divulgaban los principios del Romanticismo y a la que también acudía una joven poetisa liberal, Eulalia de Llanos. Jove y Hevia publicó algunos poemas suyos en la revista que dirigía en Madrid, La Primavera (1846). 
Estableció contacto con Carolina Coronado, quien le prologó su primer tomo de poesía, y le puso en contacto con Víctor Balaguer, Gertrudis Gómez de Avellaneda y Juan Eugenio Hartzenbusch, entre otros. En 1844 Coronado pidió a algunas escritoras colaboración para escribir en el periódico El Pensamiento y en El Ateneo de Badajoz, que había fundado su hermano. Armiño fue nombrada, junto a Vicenta García Miranda, Socia Facultativa del Liceo.
En 1848 casó con el médico Juan de la Cuesta Ckerner, fundador y director de La Correspondencia Médica, y se trasladó a vivir a Salamanca.  Allí conoció a Matilde Cherner, escritora de ideología republicana federal, con la que fue coautora de La venganza, una leyenda de la tierra de Los Arribes del Duero.
Los hijos de Eva. Semanario de literatura, ciencias y artes comenzó a publicarse en 1849 bajo la dirección de Ventura Ruiz Aguilera. En el primer número de la revista figura Armiño junto a Amalia Fenollosa, Carolina Coronado y Gertrudis Gómez de Avellaneda. Más tarde colaboraría Dolores Cabrera y Heredia. En dicha revista publicaría tres poemas, uno dedicado a su tierra, otro a un gitano y otro con notas autobiográficas. Formó parte de la Hermandad lírica junto a muchas de ellas. Tenía una amistad epistolar muy intensa con Carolina Coronado, mentora no oficial de dicha Hermandad.
El matrimonio marchó a Madrid en 1859. Allí siguió colaborando en la prensa. Fue llamada a participar en la "corona poética" en honor de Manuel José Quintana, junto a Hartzenbusch, Gustavo Adolfo Bécquer, Pedro Antonio Alarcón, Ángela Grassi, María del Pilar Sinués y otros escritores, lo que da cuenta de su fama.
Fue socia de mérito corresponsal del Liceo de La Habana y colaboradora del Diario de la Marina publicado en esa misma ciudad.
Colaboró en El Eco del Comercio y en Ellas. Órgano oficial del sexo femenino (1851). En 1864 fue la primera mujer en España en ejercer el periodismo en solitario fundando la revista semanal Ecos del Auseva, retitulada La Familia en 1875, al que estuvo suscrita la reina Isabel II. Otros periódicos que contaron con su colaboración fueron El Periódico para todos (1872-1874), La Aurora de la Vida (1861) Los Niños y El Correo de la Moda (1872).
También colaboró  en el semanario Altar y Trono desde donde se difundía la ideología del Carlismo entre 1869 y 1872.
Falleció en Madrid el 17 de junio de 1890.
Su novela Dramas de la costa fue publicada por entregas en La Ilustración Gallega y Asturiana (1880); transcurre en Albandi y Candás. Hay edición crítica moderna a cargo de Luis Alberto Prieto García.

## Obras
- Poesías. Oviedo: Martínez Hermanos, 1851, 2 vols.
- Flores del Paraíso o Ilustración de la infancia. Gijón: González, 1852.
- Fotografías sociales. Madrid: E. Pías, 1862.
- El ángel de los tristes (Madrid, 1864).
- La culpa va en el castigo. Madrid: Sres. Martínez y Bogo, 1864.
- Las virtudes capitales. Contra soberbia, humildad. Madrid: Pedro Montero, 1865
- Dramas de la costa, novela original. Publicada en La Ilustración Gallega y Asturiana de Madrid en 1880.